# Guus Ponsioen
Guus Ponsioen (* 27. März 1951 in Alphen aan den Rijn) ist ein niederländischer Sänger und Komponist. Nach einer Theaterausbildung war er zunächst beim niederländischen Kabarett tätig. Er vertonte Texte und Gedichte zahlreicher niederländischer Autoren wie Willem Wilmink, Jan Boerstoel, Ivo de Wijs, Ad de Bont, Suzanne van Lohuizen und Heleen Verburg. Später konzentrierte er sich auf Musik für Kinder- und Jugendtheater.

## Werke
Als Hauptkomponist für die in den Niederlanden bekannte Theatergruppe Wederzijds schuf er unter anderem die Musik für die Stücke
- Das besondere Leben der Hilletje Jans (1983/84),
- Die Ballade von Garuma (1988/89),
- Hitlers Kindheit (1991/92),
- Transit (1995),
- Schwäne sehen immer so neu aus (1987/88) und
- Die Saatschauer (2004).

In Deutschland arbeitete er mit Dieter Kümmel und dem Freiburger Kinder- und Jugendtheater zusammen, für das Produktionen entstanden wie 
- Der Teufel mit den drei goldenen Haaren (1989/90),
- Die Geschichte vom Baum, Die drei Wünsche (1990/91),
- Parzival, Sieben Weltwunder (1996) und
- Nero Corleone (1998, nach dem Jugendbuch von Elke Heidenreich).

Weitere Werke: 
- Stellaluna (Charlotte Martins Theatre, Seattle USA, 1997),
- Allein auf der Welt (Antwerpen, 1998),
- Perô oder die Geheimnisse der Nacht (Bearbeitung und Musik, 1994),
- die komische Oper für Kinder Drei alte Männer die nicht sterben wollten (nach dem Theaterstück von Suzanne van Lohuizen, Amsterdam 1999).

- Das Geheimnis des schwarzen Giftes – Ein Musical zwischen Buchdruck und Bauernkrieg (Libretto Christian Schidlowsky); Komposition des Jugendmusicals für das Peter-Cornelius-Konservatorium Mainz anlässlich des Gutenberg-Jahrs 2000.